# Iglesia de Santa Marina (Sevilla)
La iglesia de Santa Marina es una parroquia católica de Sevilla (Andalucía, España). Es de arquitectura gótico-mudéjar. Se trata de una de las iglesias más antiguas de la ciudad. Su construcción es de hacia 1262. Es la sede canónica de la Hermandad de la Santa Cruz y la Sagrada Resurrección, que procesiona el Domingo de Resurrección. 

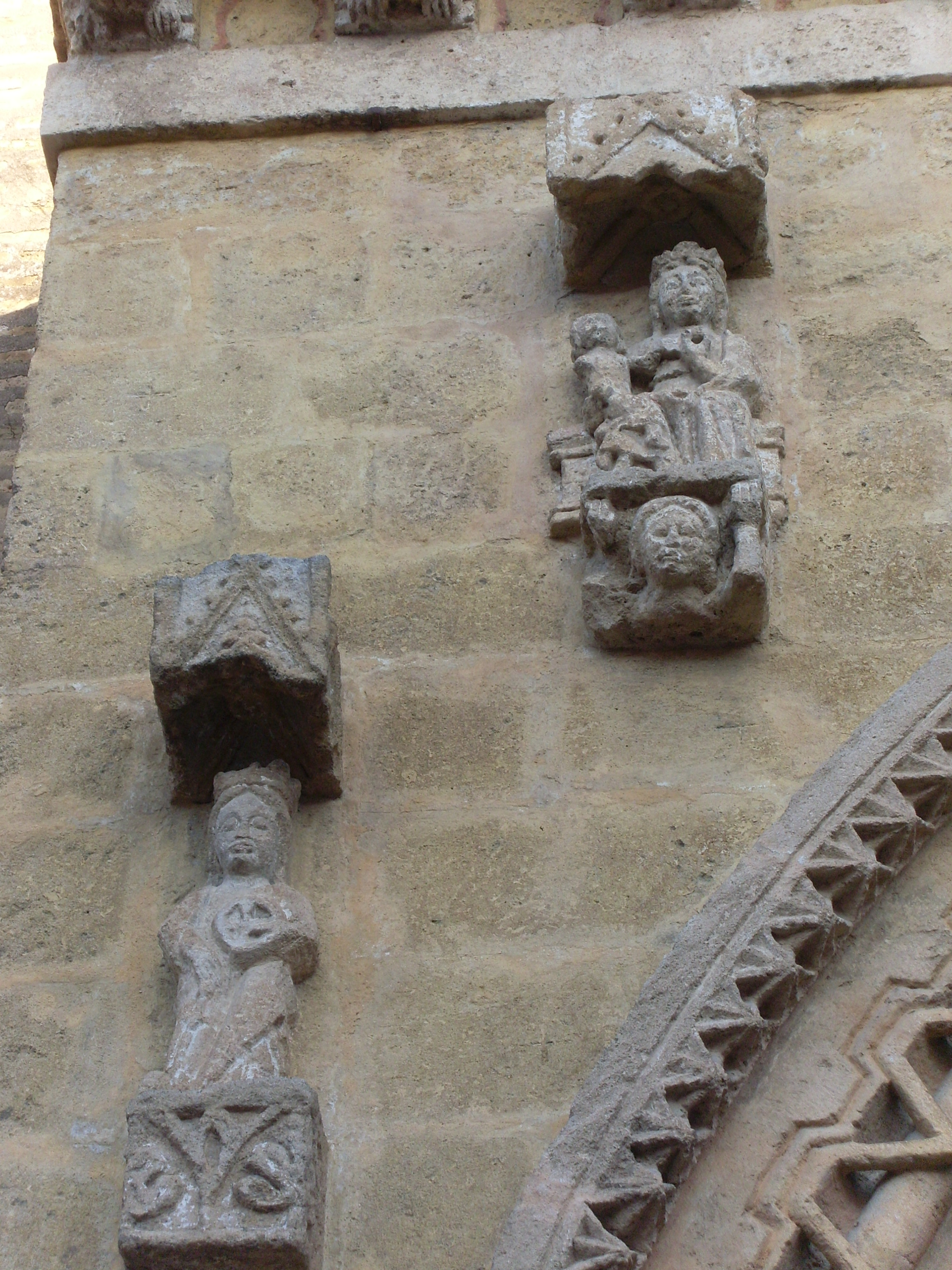
Detalle de la fachada.

## Historia

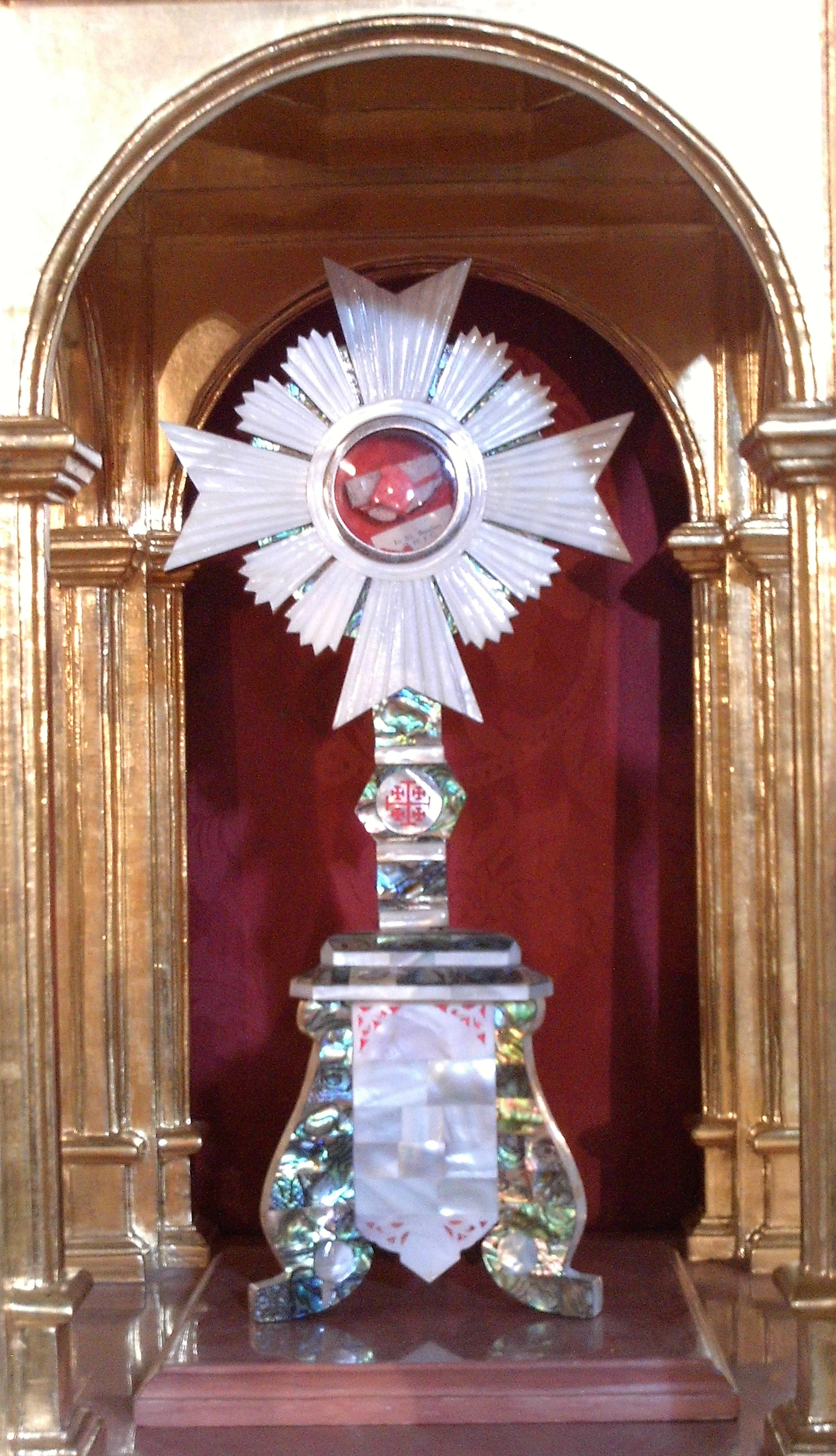
Relicario con la Lignum Crucis en la Iglesia de Santa Marina.

En 1248 la ciudad fue conquistada por Fernando III. Este templo fue construido en estilo gótico, al igual que otras iglesias andaluzas del siglo XIII. En 1252 al templo se le puso el título de Santa Marina de Orense.
El infante Felipe, quinto hijo de Fernando III y arzobispo de Sevilla entre 1249 y 1258, mandó construir una capilla en esta iglesia hacia 1258. Posteriormente, Felipe abandonó el arzobispado para casarse con la princesa Cristina de Noruega. En 1885, durante unas obras de restauración en la capilla de la Piedad, se descubrieron azulejos de aquella capilla. Estos se conservan en el Museo de Artes y Costumbres Populares de Sevilla, en el Instituto Valencia de Don Juan de Madrid y en el Museo de la Sociedad Hispánica de América de Nueva York.
En esta etapa se construyó también la capilla sacramental. Fue la capilla familiar del caballero Pedro Ruiz de Fenestrosa. En una restauración realizada en 1964 se descubrió en ella una tumba con azulejos y el escudo heráldico del caballero, que era vecino del barrio. El escudo consistía en un lobo sobre fondo blanco y ocho estrellas de oro. En esta iglesia también tuvieron sus enterramientos familiares otros caballeros que participaron en la reconquista, como Torres y Martínez.
La capilla de la Piedad y la sacramental fueron finalizadas hacia 1262.
En el reinado de Alfonso X, entre 1252 y 1284, se construyó la torre y la fachada principal. En el reinado de Pedro I, entre 1350 y 1366, se produjo el terremoto en 1356, que provocó algunos daños en el templo, tras lo cual se llevó a cabo una restauración. Entre 1411 y 1415 se construyó la capilla de San Juan Evangelista, que fue la capilla familiar de Juan Martínez, caballero veinticuatro de Sevilla y armador de las flotas reales.
El templo fue restaurado hacia 1676 por el maestro mayor del arzobispado, Francisco Moreno. La linterna de la cúpula de la capilla de la Piedad es de 1676.
El terremoto de Lisboa de 1755 provocó desperfectos, que fueron reparados posteriormente.
En 1864 se produjo un incendio que destruyó el techo del templo. La Junta Revolucionaria de 1868 puso a este templo en la lista de los que iban a ser derribados, aunque esto no llegó a realizarse. Fue restaurado en 1869. Durante ese periodo pasó a ser un templo de la Parroquia de San Marcos.[cita requerida] En 1885 José Gestoso llevó a cabo una nueva restauración. Durante la restauración de la capilla de la Piedad se descubrieron los azulejos del siglo XIII y unas yeserías que habían quedado ocultas en la obra de 1676. A la torre de la iglesia se le añadieron almenas escalonadas. En 1906 se construyó una nueva capilla bautismal.
En 1911 perdió su condición de parroquia y pasó a ser una iglesia dependiente de la Parroquia de San Julián. En 1931 fue declarado Monumento Nacional.
El 18 de julio de 1936 el templo fue incendiado por grupos anticlericales. En este incendio se perdieron los retablos, las cubiertas de las naves y la tribuna. En 1942 el arquitecto Félix Hernández comenzó una restauración, que quedó paralizada en los años 40. En 1964 el arquitecto Rafael Manzano continuó con la restauración, en la que se descubrieron los azulejos del siglo XIII que adornan el altar de la capilla del Sagrario.
En 1981 se produjo un incendio que afectó a las cubiertas del templo. El templo fue restaurado entre 1985 y 1987. Entre 1989 y 1991 los arquitectos Carmen Navarro Ordóñez, Francisco Soro Cañas, José María Cabeza Méndez y Alfonso Sedeño Masoz realizaron una nueva restauración.
En 2014 esta iglesia sufrió un intento de incendio que dañó el exterior de la puerta principal.

## Hermandades

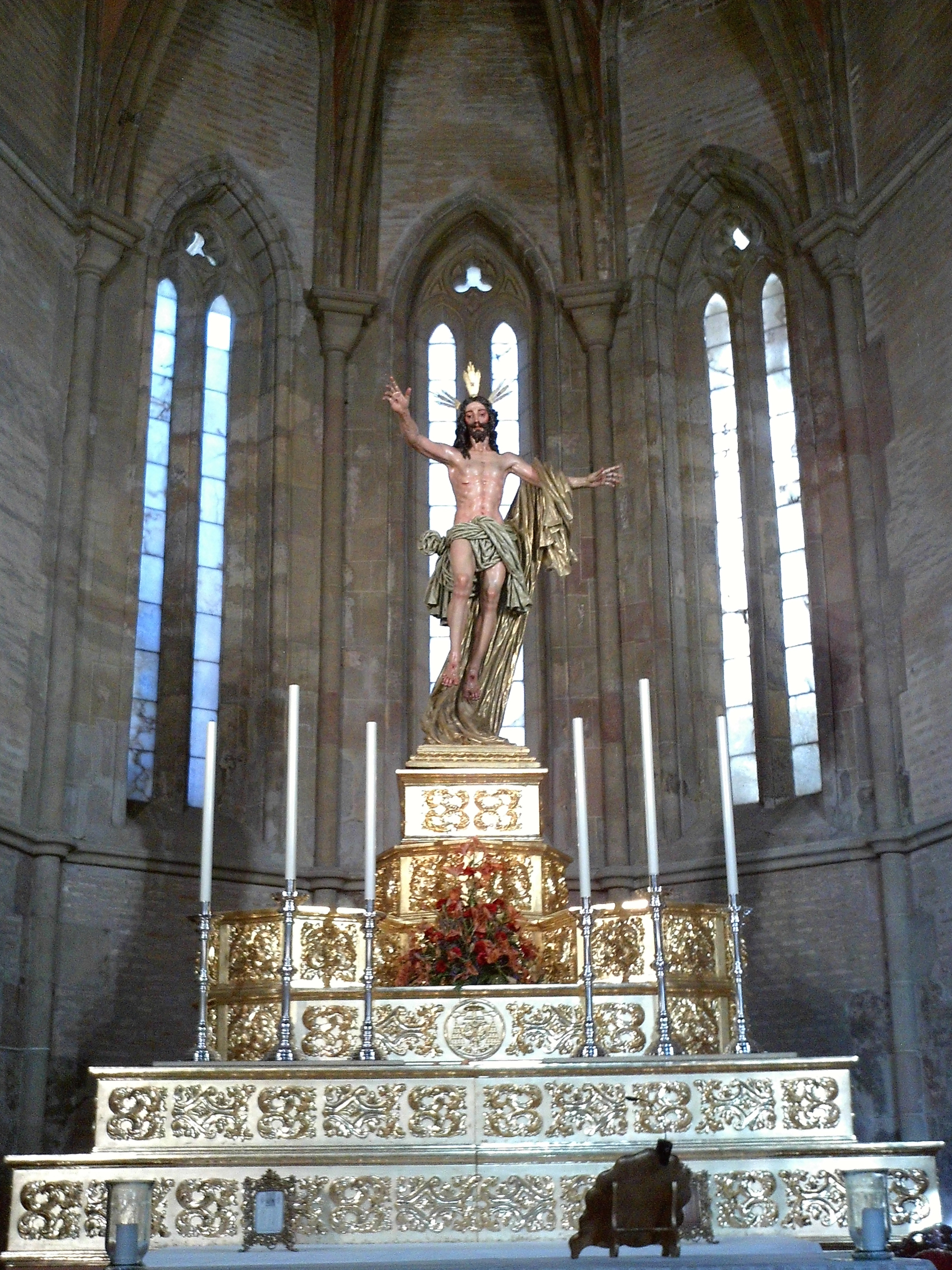
Altar mayor, con Jesucristo Resucitado.

Entre el siglo XVI y el siglo XX tuvo su sede en esta iglesia la Hermandad de la Sagrada Mortaja. Una leyenda dice que a comienzos del siglo XVI se encontró una imagen de la Virgen con el Niño en la torre de la Iglesia de Santa Marina, a la que se le dio la advocación de Virgen de la Piedad y que en torno a esta imagen se creó la Hermandad de la Piedad. En 1676 consta que la hermandad adquirió una capilla en la iglesia. En las reglas de 1793 tenía el nombre de Hermandad de Nuestro Señor Descendido de la Cruz y Nuestra Señora de la Piedad. El templo fue incendiado en 1936 por grupos anticlericales y la hermandad se trasladó a la iglesia del antiguo convento de Santa María de la Paz. Su nombre completo es Antigua, Real e Ilustre Hermandad de Nazarenos de Nuestro Padre Jesús Descendido de la Cruz en el Misterio de su Sagrada Mortaja y María Santísima de la Piedad.
La Hermandad de la Resurrección fue fundada en 1969 como hermandad de gloria en el colegio de la Purísima, de la congregación de san Juan Bautista de La Salle. Este colegio se encuentra en la calle San Luis. Procesiona con la imagen de Jesucristo Resucitado desde 1973 y con la Virgen de la Aurora desde 1992. En 1981 el arzobispado le añadió el carácter de hermandad de penitencia y sacramental y le otorgó la Iglesia de Santa Marina como sede canónica. Su nombre completo es Ilustre y Lasaliana Hermandad Sacramental de la Santa Cruz y Cofradía de Nazarenos de la Sagrada Resurrección de Nuestro Señor Jesucristo, Nuestra Señora de la Aurora y San Juan Bautista de La Salle.

## Descripción
Se trata de una iglesia de planta rectangular con tres naves. La torre se encuentra junto al muro norte, a los pies del templo. El presbiterio es poligonal, de cinco lados, con ocho contrafuertes en el exterior.

### Exterior

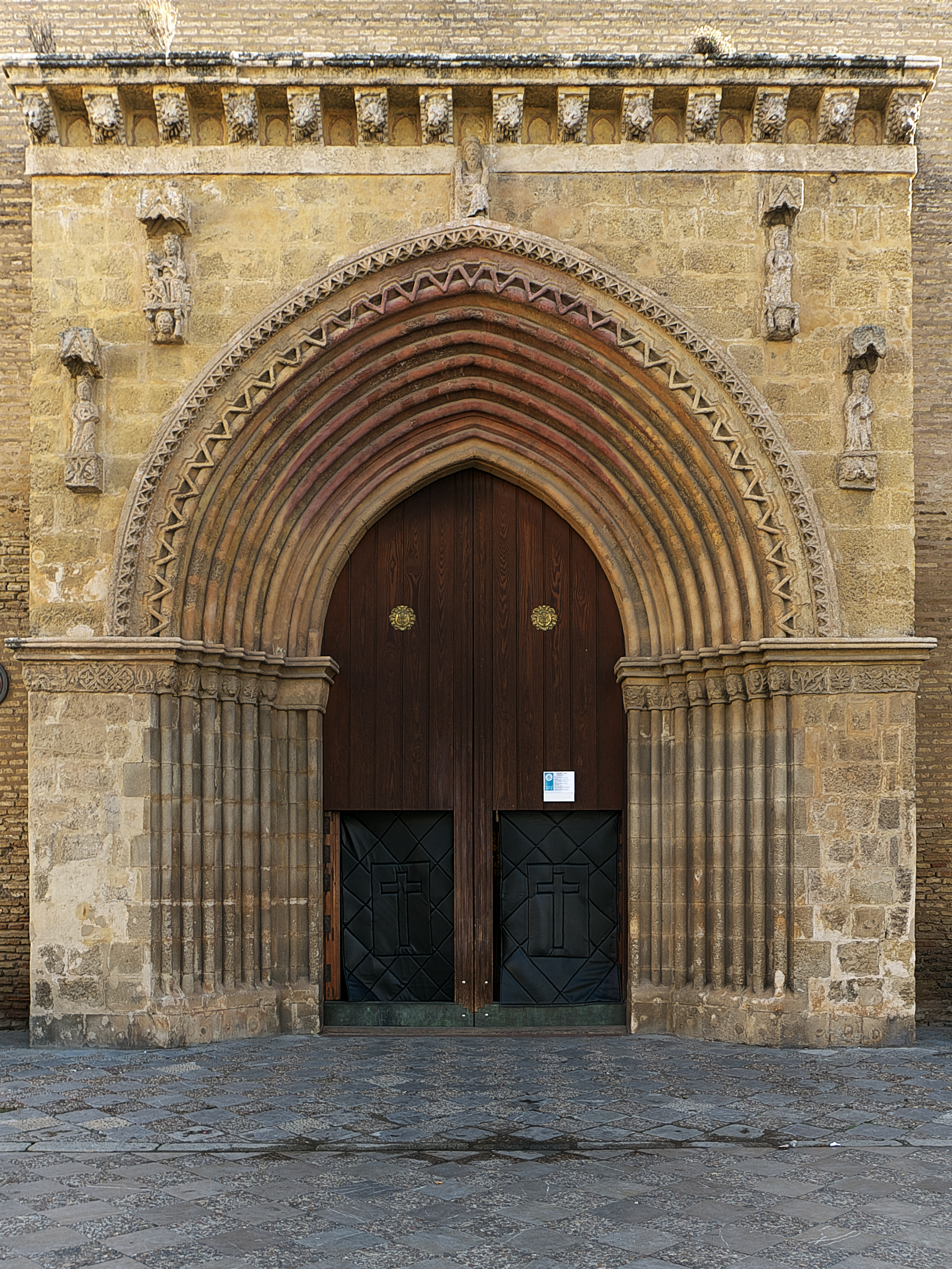
Portada principal.

La portada principal está construida en una piedra como la que existe en las canteras de El Puerto de Santa María. Es una obra del mismo taller que realizó las portadas de las iglesias de Santa Lucía y San Julián de la ciudad.
En cada lado de la portada hay ocho columnas. Sus capiteles están decorados con cabezas humanas, cabezas de león y formas vegetales. A los lados de las columnas hay dos frisos. El friso izquierdo representa: un capullo de loto, una red de tres rombos con hojas de tres lóbulos y crucetas en los triángulos resultantes, dos figuras humanas y tres cuadrúpedos, tres hojas de higuera y dos viñetas que representan el encuentro de Olibrio con santa Margarita cuando guardaba el rebaño. El friso derecho representa: una decoración vegetal, una hoja de higuera, una hoja de trébol, santa Margarita saliendo indemne del cuerpo del dragón con una cruz en la mano, otra hoja de trébol y decoración vegetal.
La parte superior de la portada está formada por ocho arcos apuntados, teniendo los dos últimos decoración de dientes de sierra y puntas de diamante respectivamente.
En el lado izquierdo se encuentran las esculturas Santa Bárbara y Santa Margarita de Antioquía. En el lado derecho se encuentran las de Santa Catalina de Alejandría y Santa Marina de Orense. En la parte superior se encuentra una escultura del Padre Eterno.
El templo tiene dos portadas más, en el lado del Evangelio y en el lado de la Epístola. Son de ladrillo con tres columnas a cada lado y con tres arcos apuntados.

### Interior

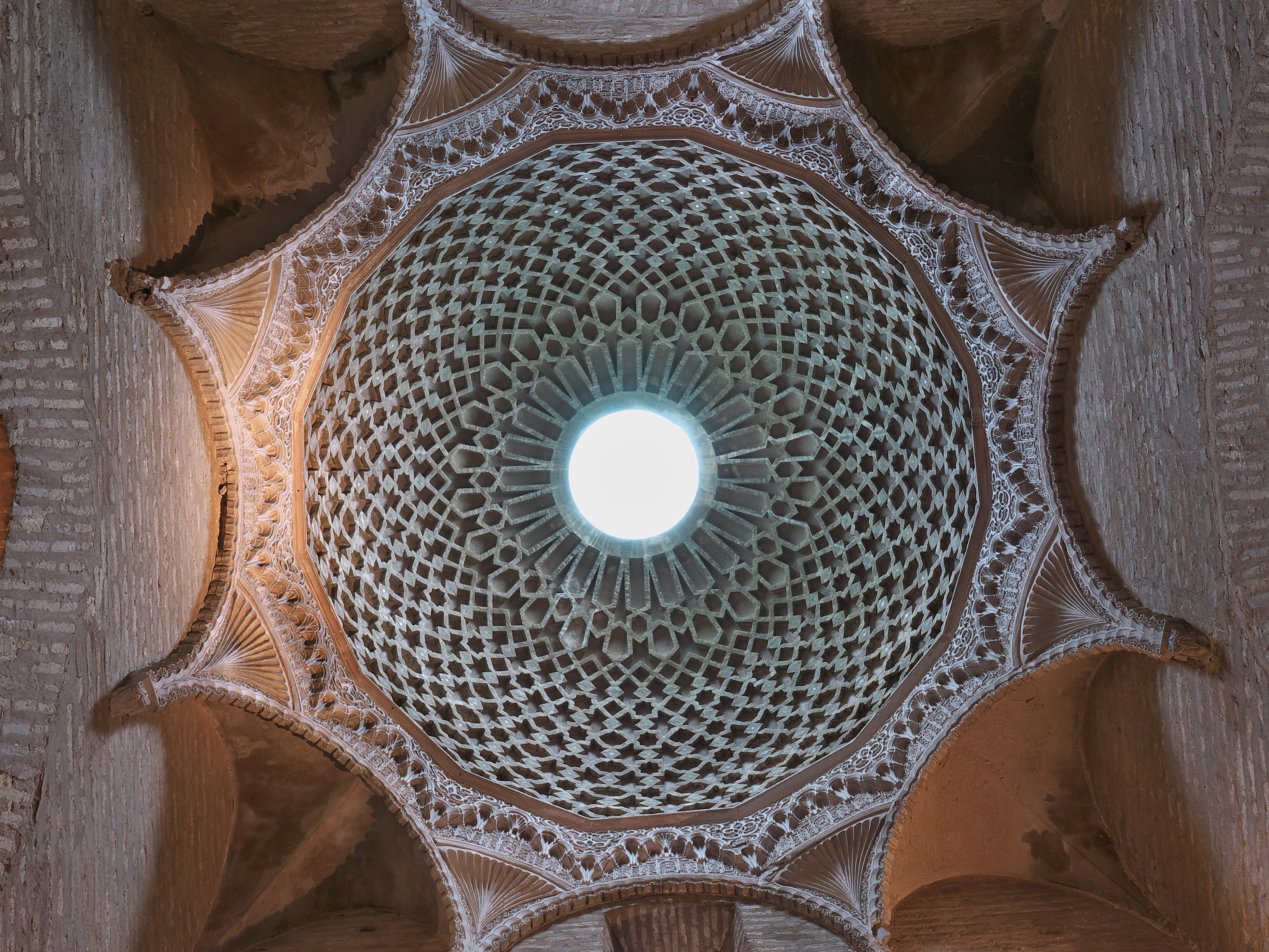
Cúpula de la Capilla de la Aurora, construida por el infante Felipe en el. Destaca la lacería con ladrillos y la yesería.

El templo es de planta rectangular. Las tres naves están separadas por dos filas de ocho pilares cruciformes que sostienen arcos apuntados de ladrillo. La nave central está cubierta con alfarje y las naves laterales están cubiertas de colgadizo.
En el presbiterio se encuentra la imagen de Jesucristo Resucitado, realizada por Francisco Buiza Fernández en 1973. A la izquierda se encuentra la imagen de Santa Marina realizada por Ricardo Llamas León y Miguel Ángel Pérez Fernández en 2007. A la derecha se encuentra la imagen de San Juan Bautista de la Salle, realizada por Miguel Ángel Pérez Fernández y Ricardo Llamas León en 2008.
En el lado del Evangelio se encuentran la capilla bautismal. Está cubierta por una cúpula gallonada. En ella se encuentra la imagen de Jesús Cautivo, realizada por Antonio Joaquín Dubé de Luque en 1998. Junto a ella se encuentra la Capilla de la Familia Cárdenas, que entre principios del siglo XVIII y finales del siglo XX fue la sede de la Hermandad de la Divina Pastora. En la actualidad, en la Capilla de la Divina Pastora se encuentra la imagen de la Virgen del Amor, realizada por Jesús Santos Calero en 1969, y la de San Juan Evangelista, realizada por Antonio Joaquín Dubé de Luque en 2004. Al final, junto al presbiterio, se encuentra la Capilla del Sagrario, donde se encuentra el altar con azulejos del siglo XIII con el sagrario neobarroco tallado por los hermanos Caballero en 1999 y dorado por Emilio López Olmedo en 2003.
En el lado de la Epístola se encuentra la Capilla de la Aurora. Está cubierta por una cúpula de lacerías con relieves de yeserías en la parte inferior. Esta capilla fue construida por el infante Felipe en el siglo XIII. Posteriormente pasó a tener el título de la Piedad y fue la sede de la Hermandad de la Sagrada Mortaja. En la actualidad alberga la imagen de la Virgen de la Aurora, realizada por Antonio Joaquín Dubé de Luque en 1978, y la del Santo Ángel anunciador de la Resurrección, realizada por Francisco Buiza Fernández en 1975.
El templo también tiene una imagen del Niño Jesús realizada por Miguel Ángel Pérez Fernández y Ricardo Llamas León en 2005.
En el lado del Evangelio hay un cuadro de la Divina Pastora, de autor y fecha desconocidos, que fue donado en 1990. Se encuentra junto a la entrada de su antigua capilla. En el lado de la Epístola hay un cuadro de la Virgen del Valle realizado por Juan Antonio Rodríguez Hernández en 1958.